# Addison (Míchigan)
Addison es una villa ubicada en el condado de Lenawee en el estado estadounidense de Míchigan. En el Censo de 2010 tenía una población de 605 habitantes y una densidad poblacional de 233,59 personas por km².

## Geografía
Addison se encuentra ubicada en las coordenadas 41°59′9″N 84°20′57″O / 41.98583, -84.34917. Según la Oficina del Censo de los Estados Unidos, Addison tiene una superficie total de 2.59 km², de la cual 2.48 km² corresponden a tierra firme y (4.4%) 0.11 km² es agua.

## Demografía
Según el censo de 2010, había 605 personas residiendo en Addison. La densidad de población era de 233,59 hab./km². De los 605 habitantes, Addison estaba compuesto por el 97.02% blancos, el 0.5% eran afroamericanos, el 0% eran amerindios, el 0% eran asiáticos, el 0% eran isleños del Pacífico, el 0.33% eran de otras razas y el 2.15% pertenecían a dos o más razas. Del total de la población el 0.99% eran hispanos o latinos de cualquier raza.